# Simon van Limburg
Simon van Limburg (ca. 1177 – Rome, 1 augustus 1196) was een zoon van hertog Hendrik III van Limburg en Sophie van Saarbrücken. Van 1193 tot 1195 was hij de 36e bisschop van Luik.
In 1193 werd hij benoemd tot rijksbisschop van Luik. Simon bezorgde aan Hendrik I, hertog van Brabant, het graafschap Duras als leen; Hendrik I gaf het leen zelf verder door aan Gerard van Loon. 
Zijn neef en voorganger Albert van Leuven werd later heilig verklaard. 
In 1195 werd hij kardinaal in Rome, waarna hij aftrad als bisschop. Een jaar later werd hij vergiftigd en overleed hij.
- Gemeinsame Normdatei: 137326866
- Virtual International Authority File: 81532924